# Наступление от Итрии в сторону Ракки (2016)
Наступление от Итрии в сторону Ракки — кампания в сирийской гражданской войне, начатая правительственными войсками в феврале 2016 года, для взятия военного аэродрома Эль-Табка, близ Ракки.

## Наступление
Утром 11 февраля 2016 года 555 бригада 4-й бронетанковой дивизии Сирийской арабской армии, наряду с Национальными силами обороны (НСО), Бригадой Аль-Кудс и батальонами БААС, начали наступление на восток, с целью вернуть контроль над трассой Итрия-Ракка, которая ведёт к военному аэродрому Эль-Табка. Наступление началось штурмом ряда высот вдоль дороги. После почти 3-х часовых ожесточённых боёв, армии удалось установить полный контроль над тремя точками в восточной части провинции Хама: Хилл 5, Таль Абу Зайн и территорий близ Таль Закии. Правительственные войска оказались в 45 километрах от авиабазы Эль-Табка.
На следующий день правительственные войска продвинулись от Таль Абу Зайна, освободив холм Таль Мадакха. Во второй половине дня они достигли села Таль Закия. Таким образом, они вошли в южную часть провинции Ракка и оказались в 35 км от авиабазы. В то же время, к западу от Итрии военные освободили две деревни. 13 февраля правительственные войска освободили перекрёсток Закия, в южной части провинции Ракка, а также продвинулись в районе Шейх Хилал.
14 февраля сирийская армия взяла холм Таль Мазда, в 15 км к востоку от Итрии. Боевики ИГ отступили в сторону пустынной деревни Джубб Аль-Кутна. 15 февраля войска Сирии взяли ещё несколько холмов вокруг Закии.
17 февраля армия подошла к деревне Марина, находящейся в пяти километрах к западу от Итрии, в то время как боевые действия всё ещё продолжались в Закии. На следующий день, после 8-часового боя, который начался рано утром, правительственные войска взяли холм Таль Аль-Алам, в четырёх километрах от Марины.
20 и 21 февраля правительственные силы освободили два холма («Пункт 4» и «Пункт 5»), недалеко от Закии и деревни Аль-Массаба.

## Атака боевиков на Ханассер
Вечером 21 февраля террористы ИГ предприняли две наступательные операции с целью отбросить войска Сирии назад. Атаки были отбиты сирийской армией.

## Продолжение наступления
В конце мая Сирийская арабская армия сконцентрировала свои подразделения в городе Итрия. На фронт были отправлены от 4800 до 5000 солдат солдат: 555-й полк 4-й бронетанковой дивизии, бригада «Ястребы пустыни», Голанский полк, подразделения морской пехоты ВС САР, батальоны Аль-Баас, отряды Сирийской социальной националистической партии, а также российские военные советники.
2 июня Сирийская арабская армия объявила о начале нового наступления от города Итрии, с целью освобождения города Ракка. В течение дня сирийской армии, наряду с другими проправительственными силами, удалось достигнуть административной границы провинции Ракка, после освобождения гор Абу аль-Зейн и Аль-Масба вдоль шоссе Саламия-Ракка. Это привело к приближению правительственных сил к населённому пункту Аль-Закия (по другим данным Абу Аль-Алладж).
В ночь с 3 июня на 4 июня сирийские войска и проправительственные силы, при поддержке российской авиации, освободили посёлок Абу Аль-Алладж и таким образом впервые с 2014 года вошли в провинцию Ракка.
4 июня наступление армии Сирии было временно приостановлено из-за песчаной бури, но было продолжено несколько часов спустя. В течение этого времени террористы ИГ вновь захватили деревню Абу Алладж. Тем не менее, на следующий день, сирийская армия вновь освободила холм Тель-Сириатель и деревню Абу Алладж. Позже в тот же вечер армия освободила деревню Бур Амбадж. По состоянию на 6 июня военные оказались 24 км от плотины Табка и водохранилища Эль-Асад и сражалась близ перекрёстка Эль-Расафа и близ полицейского участка шоссе в Ракку. Между тем ИГ начало контратаку на Итрию, но она была отбита правительственными войсками.
6 июня, в полдень, САА возобновила наступление и освободила деревню Хирбат-Зейдан, расположенную восточнее Бир Амбаджа.
10 июня сирийская армия и союзники полностью освободили от террористов развилку Табка (также Эль-Расафа). Помимо этого были освобождены деревни Джубб аль-Авабус, Бир Калиб, а также станция обработки, хранения и добычи нефти Сафия.
11 июня 5 подростков-смертников «Исламского государства» атаковали позиции армии на перекрёстке Аль-Расафа. Четырём смертникам удалось взорвать себя, убив от 8 до 16 солдат САА. Пятый смертник, которым оказался 13-летний мальчик, был задержан солдатами сирийской армии. Между тем, военные, как сообщается, всего в нескольких километрах от авиабазы и ждут подкрепления, прежде чем атаковать базу.
12 июня Сирийская арабская армия наступала в шести километрах к западу от района Аль-Расафа, к югу от Аль-Ракка, а также в пяти километрах от авиабазы Табка.
В полночь 13 июня боевики ИГ начали наступление на позиции правительственной армии. После ожесточённых боёв атака террористов была отбита. В ходе атаки были ликвидированы 23 боевика, также погибли 9 солдат армии Сирии.
В 5 часов утра 16 июня боевики ИГ вновь предприняли попытку атаковать позиции САА в Ракке. Атака террористов началась с подрыва начинённого взрывчаткой автомобиля, после чего шквал огня обрушился на позиции армии Сирии у перекрёстка Ар-Расафа. Бои шли вплоть до полудня, когда войскам САА удалось полностью отразить наступление джихадистов, не отступив при этом с занимаемых позиций. В ходе данной атаки погибли 7 бойцов правительственных войск. Данных о количестве ликвидированных боевиков нет. Однако известно, что все нападавшие террористы были убиты.
17 июня ВКС РФ нанесли мощный удар по позициям боевиков ИГ на аэродроме Табка. В ходе авиаударов были уничтожены несколько объектов инфраструктуры, использовавшихся джихадистами, значительное количество террористов ИГ, а также несколько броневиков, принадлежавших данной группировке.
19 июня САА возобновила наступление на западе Ракки. Армейцы атаковали позиции ИГ в населённом пункте Форсаа, освободили нефтяное месторождение Аль-Харах и деревню Аль-Хура.
20 июня террористы ИГ перешли в контрнаступление. В результате боевики отбили у правительственных войск месторождение Аль-Саура, а затем вновь захватили перекрёсток Ар-Расафа. «Ястребы пустыни» и морпехи ВМС Сирии внезапно оставили свои позиции в деревне Абу Алладж и у развязки Расафа. В результате, сами того не ведая, подразделения 555-го полка 4-й бронетанковой дивизии САА у перекрёстка Расафа остались без второй и третьей линий обороны. В боях погибли 23 солдата, ещё 49 получили ранения. Несколько десятков значатся пропавшими без вести.
К вечеру 21 июня террористы захватили село Хирбат Зейдан, ряд других деревень и заставили отступить войска армии Сирии к деревне Абу Аль-Алладж (Аль-Закия), откатив ситуацию на фронте до состояния 2 июня. В ночь на 22 июня Сирийские арабские ВВС нанесли авиаудары по позициям ИГ в провинции Ракка.
22 июня террористы ИГ обстреляли отступающие правительственные войска самодельными боеприпасами с отравляющими веществами. Десятки военнослужащих пострадали. Сирийская армия была отброшена на 40 километров от города.